# James Buchanan Richmond

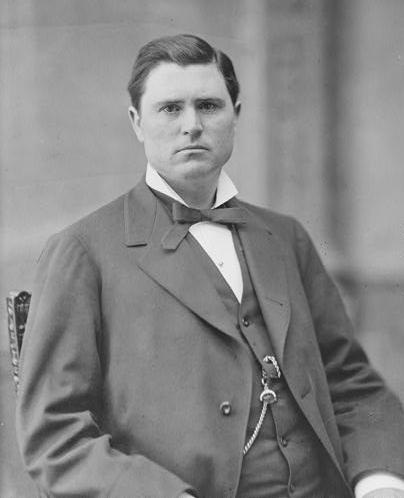
James Buchanan Richmond

James Buchanan Richmond (* 27. Februar 1842 in Turkey Cove, Lee County, Virginia; † 30. April 1910 in Baltimore, Maryland) war ein US-amerikanischer Politiker. Zwischen 1879 und 1881 vertrat er den Bundesstaat Virginia im US-Repräsentantenhaus.

## Werdegang
James Richmond besuchte das Emory and Henry College in Emory. Nach einem anschließenden Jurastudium und seiner Zulassung als Rechtsanwalt begann er in diesem Beruf zu arbeiten. Während des Bürgerkrieges diente er in verschiedenen Funktionen im Heer der Konföderation, in dem er bis zum Oberstleutnant aufstieg. Nach dem Krieg schlug er als Mitglied der Demokratischen Partei eine politische Laufbahn ein. In den Jahren 1874 und 1875 saß er im Abgeordnetenhaus von Virginia.
Bei den Kongresswahlen des Jahres 1878 wurde Richmond im neunten Wahlbezirk von Virginia in das US-Repräsentantenhaus in Washington, D.C. gewählt, wo er am 4. März 1879 die Nachfolge von Auburn Pridemore antrat. Bis zum 3. März 1881 konnte er eine Legislaturperiode im Kongress absolvieren. Zwischen 1886 und 1892 war Richmond Bezirksrichter im Scott County. In den Jahren 1901 und 1902 nahm er als Delegierter an einer Versammlung zur Überarbeitung der Verfassung von Virginia teil. Über viele Jahre hinweg war er juristischer Berater der Eisenbahngesellschaft South Atlantic & Ohio Railroad. Außerdem war er im Bankgewerbe tätig. Er starb am 30. April 1910 in Baltimore.